# Fredrik Bruno

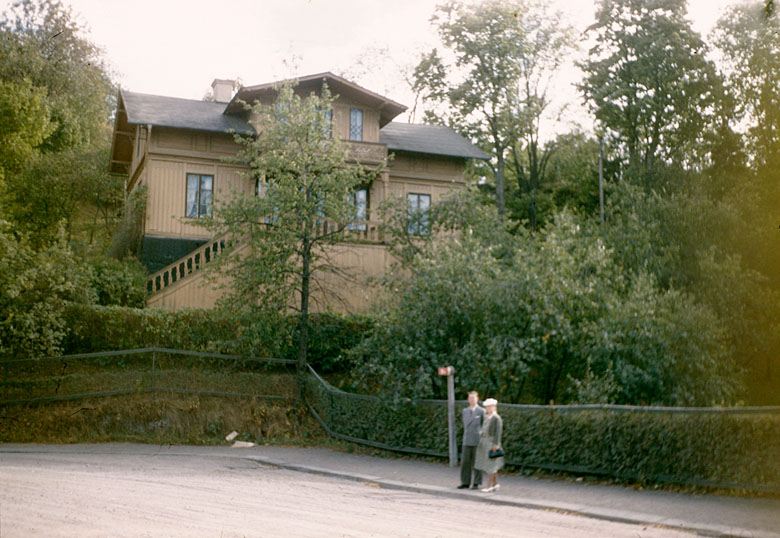
Fredrik Brunos hus i Norrköping 1907–1911. På bilden Stig och Greta Bruno.

Fredrik Daniel Bruno, född 1882 i Nor, död 1971, var en svensk ingenjör och amatörfotograf.
Fredrik Bruno var stadsingenjör i Hudiksvall. Han tog en mängd fotografier från 1943 till början av 1950-talet under tjänste- och semesterresor i Sverige och Norge. Han använde diapositivfilm, mestadels av fabrikatet Agfacolor, men också Kodachrome.
Hans dotter Märta donerade 1976 omkring ett tusen diapositiv till Riksantikvarieämbetet.

## Bildgalleri: bilder från Sverige

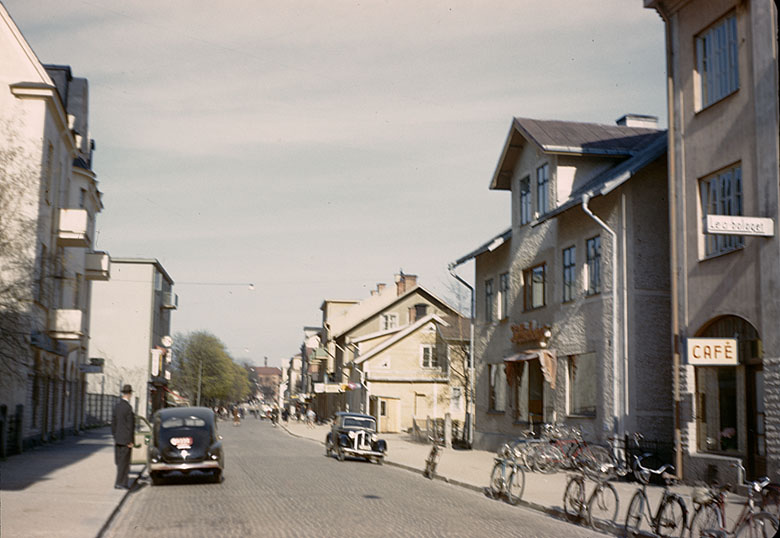
Arboga, 1948
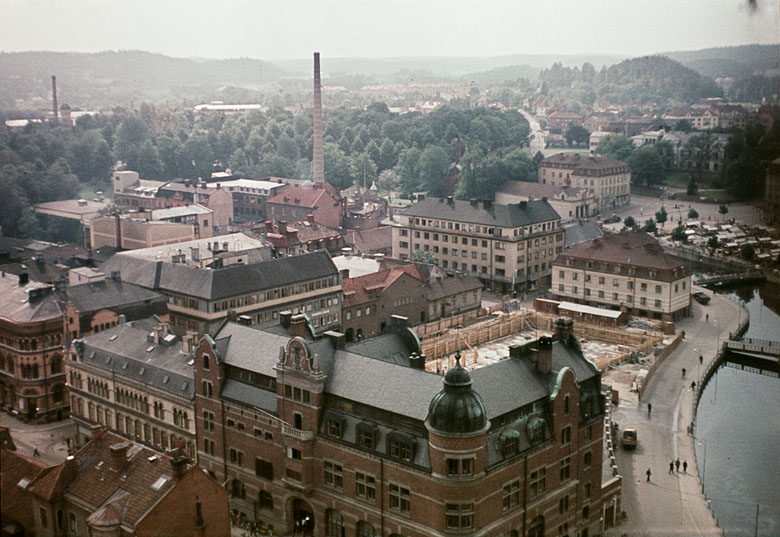
Borås centrum, mot sydväst, 1944
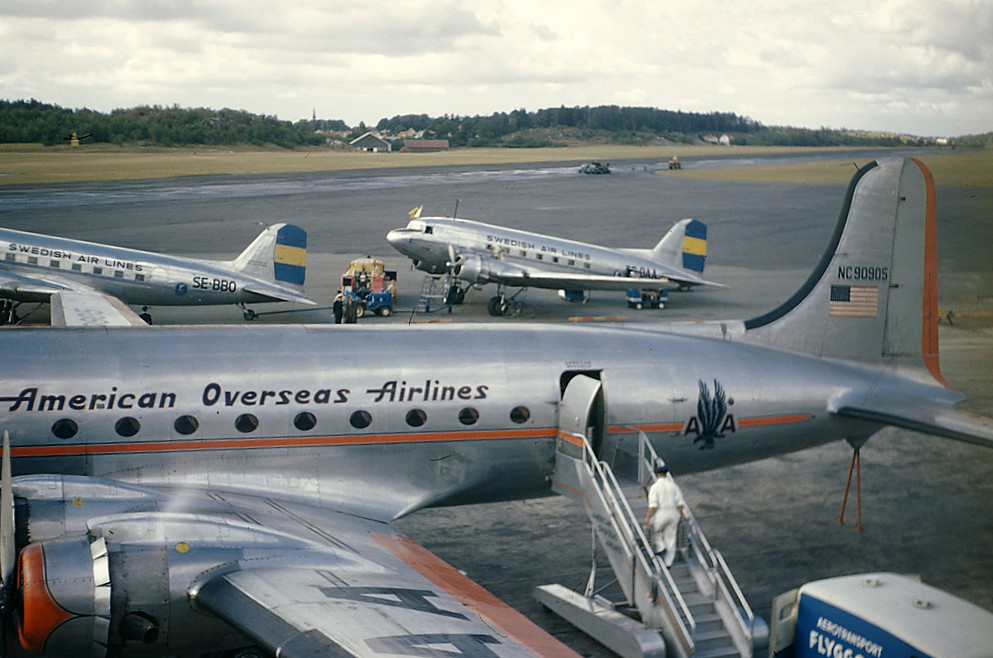
Bromma flygplats, 1947
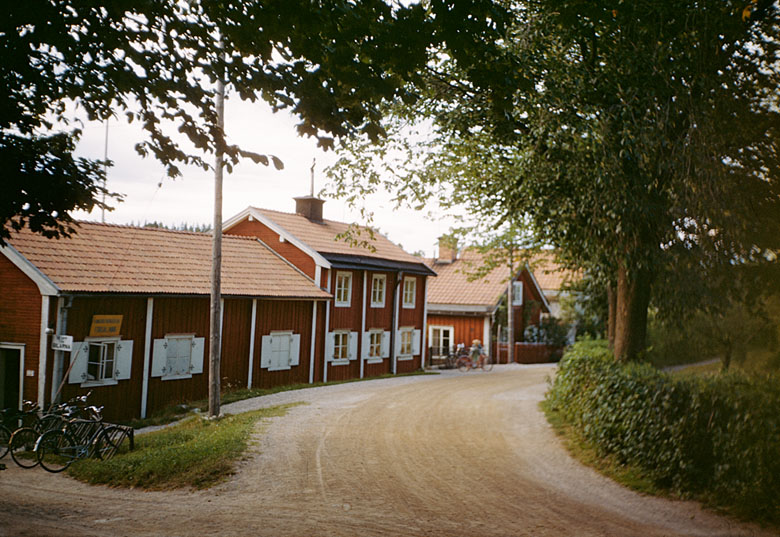
Falun, 1947
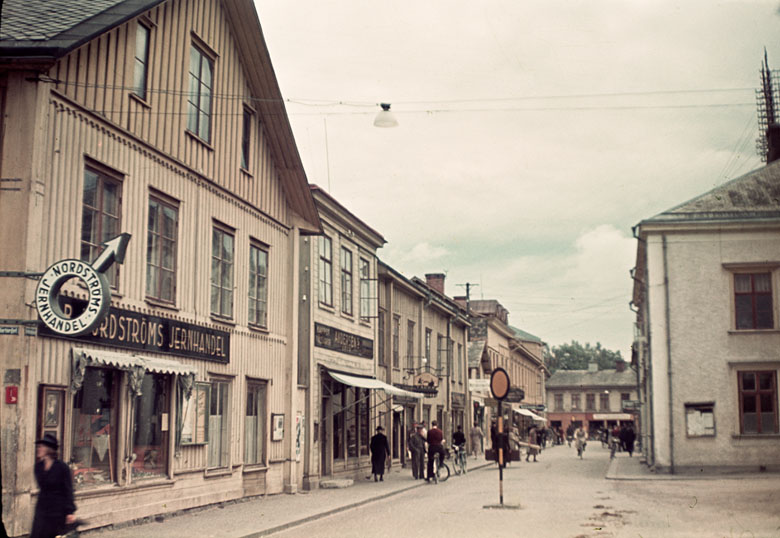
Drottninggatan i Filipstad, 1943
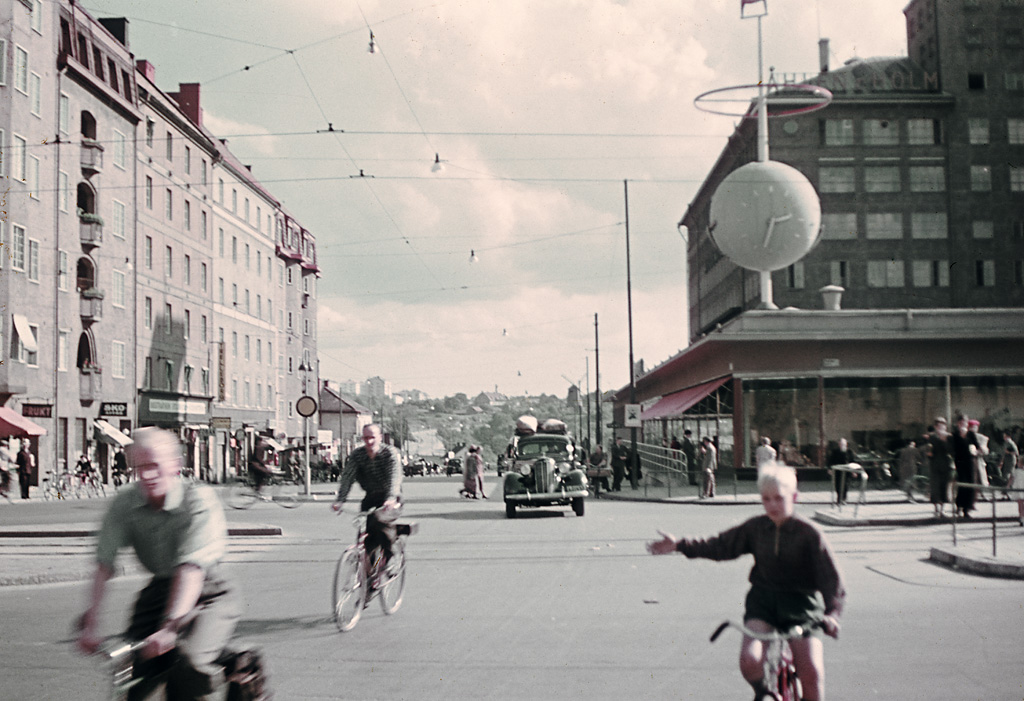
Götgatan vid Ringvägen, Stockholm, 1943
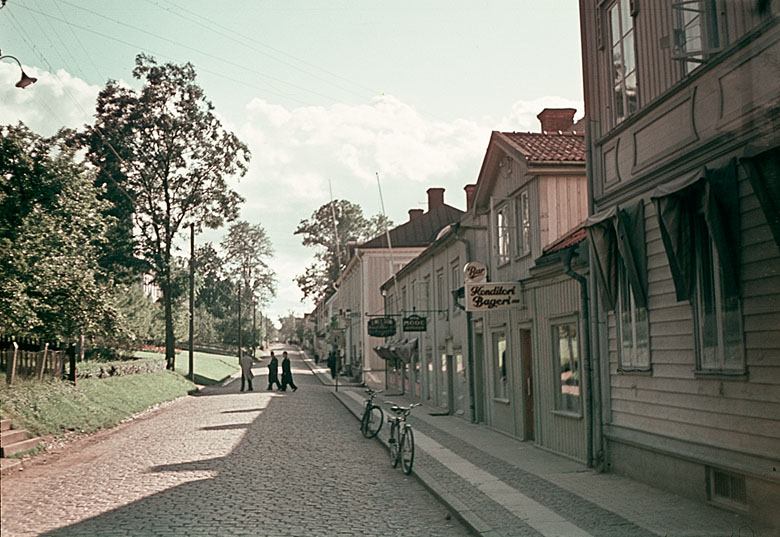
Brahegatan i Gränna, 1945
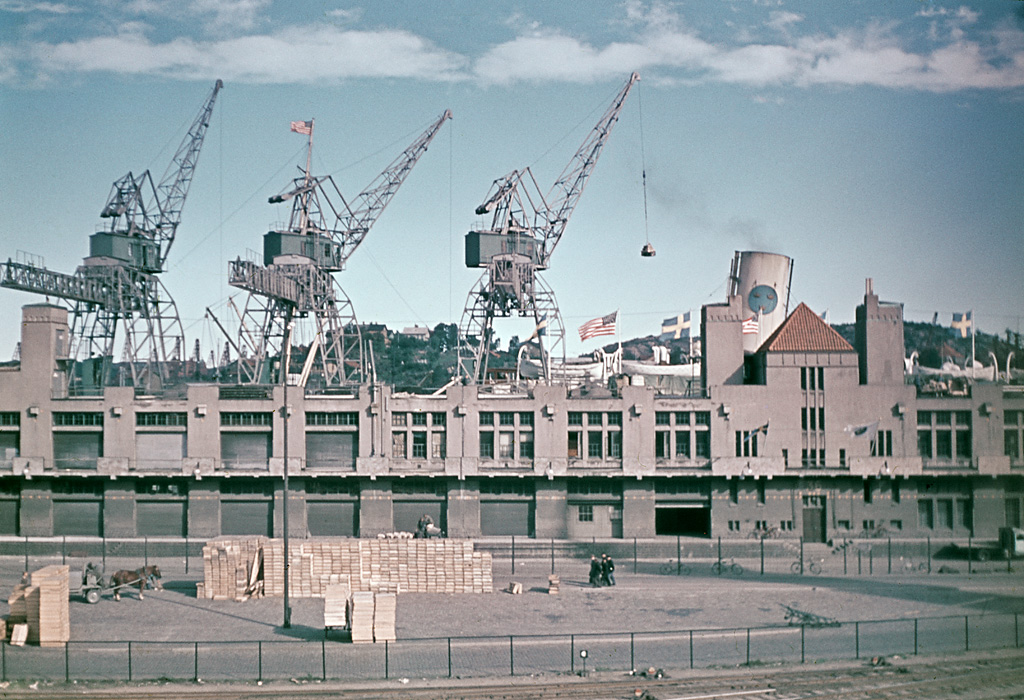
Amerikaskjulet vid Stigbergskajen, Göteborg, 1944
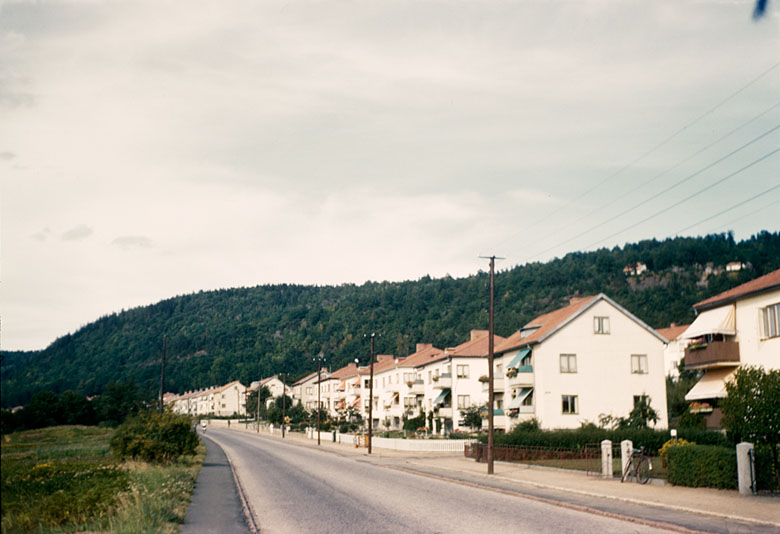
Grännavägen i Huskvarna, 1947
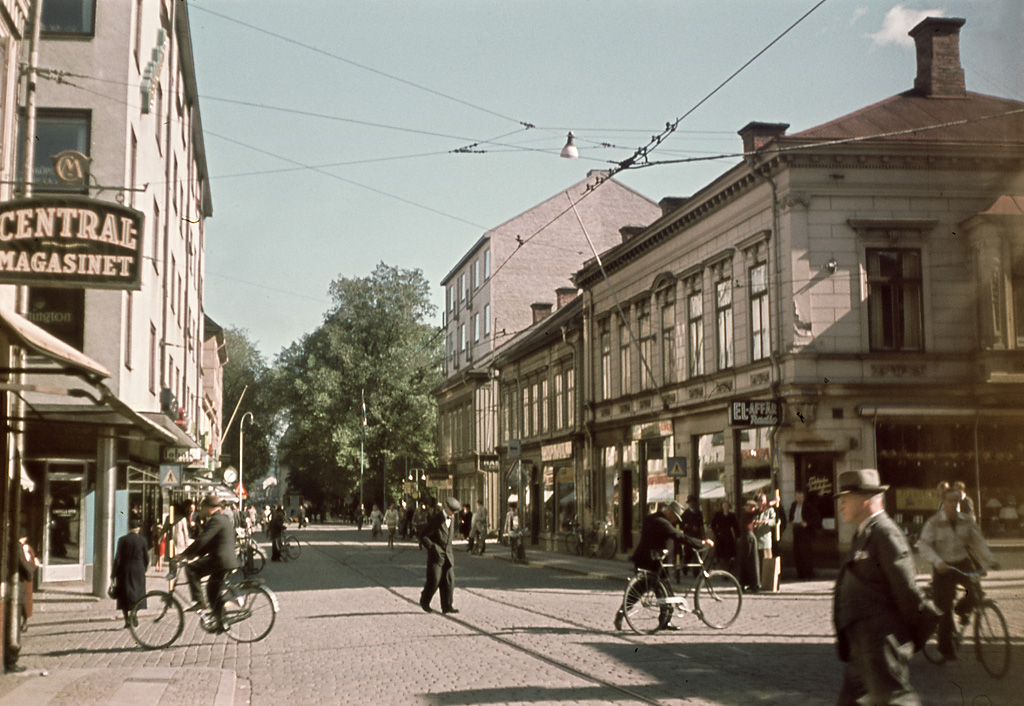
Västra Storgatan vid Barnarpsgatan, Jönköping, 1945
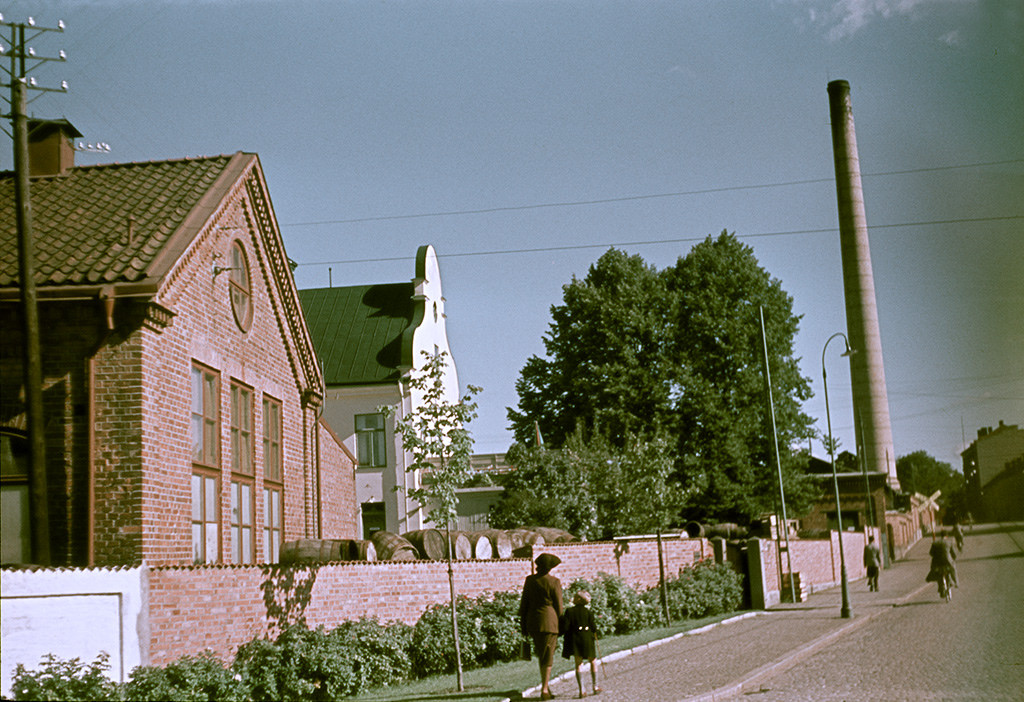
Västra Storgatan vid Tändsticksbolaget, 1945
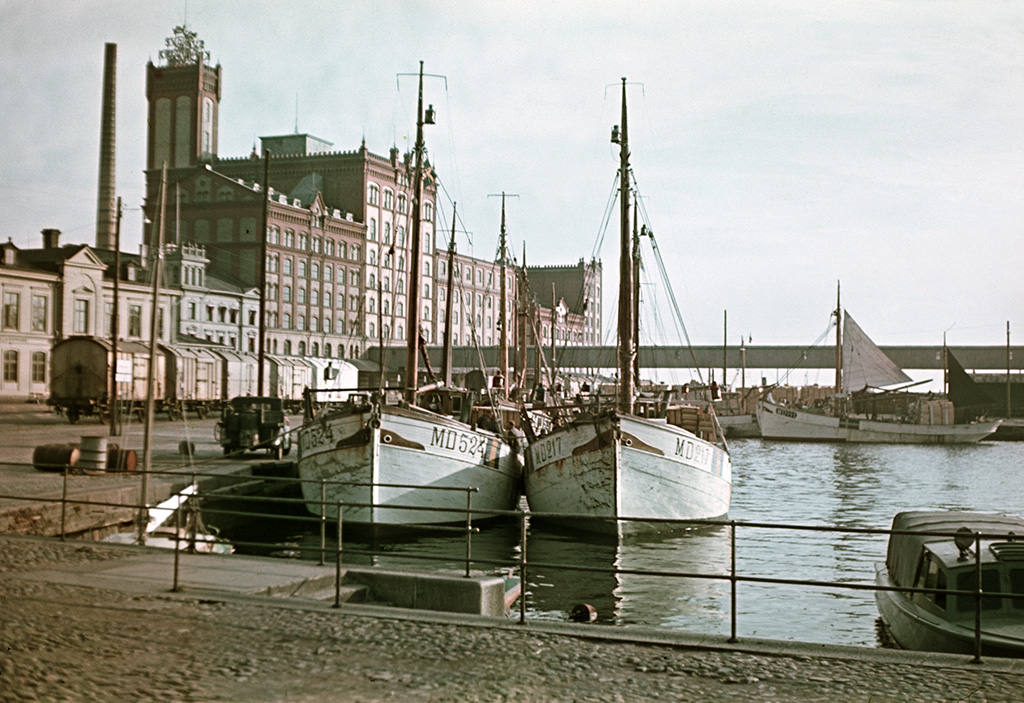
Kajen på Kvarnholmen i Kalmar, och Skeppsbrogatan med Kalmar ångkvarn
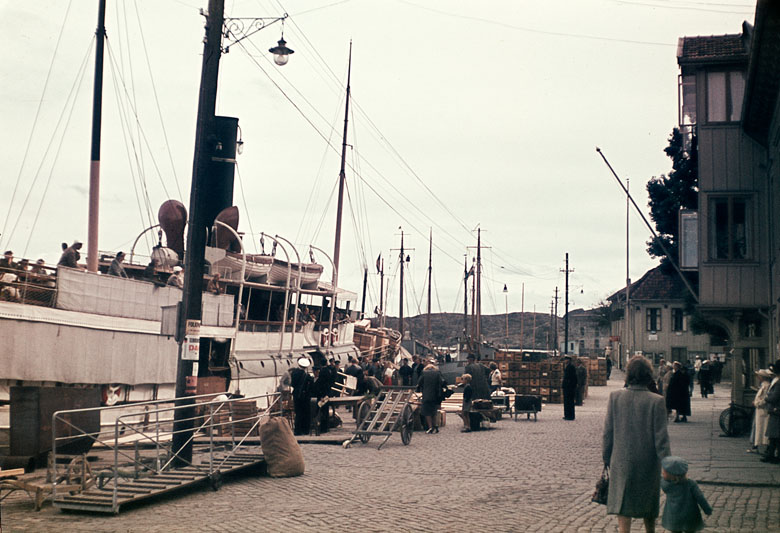
Marstrand, 1945
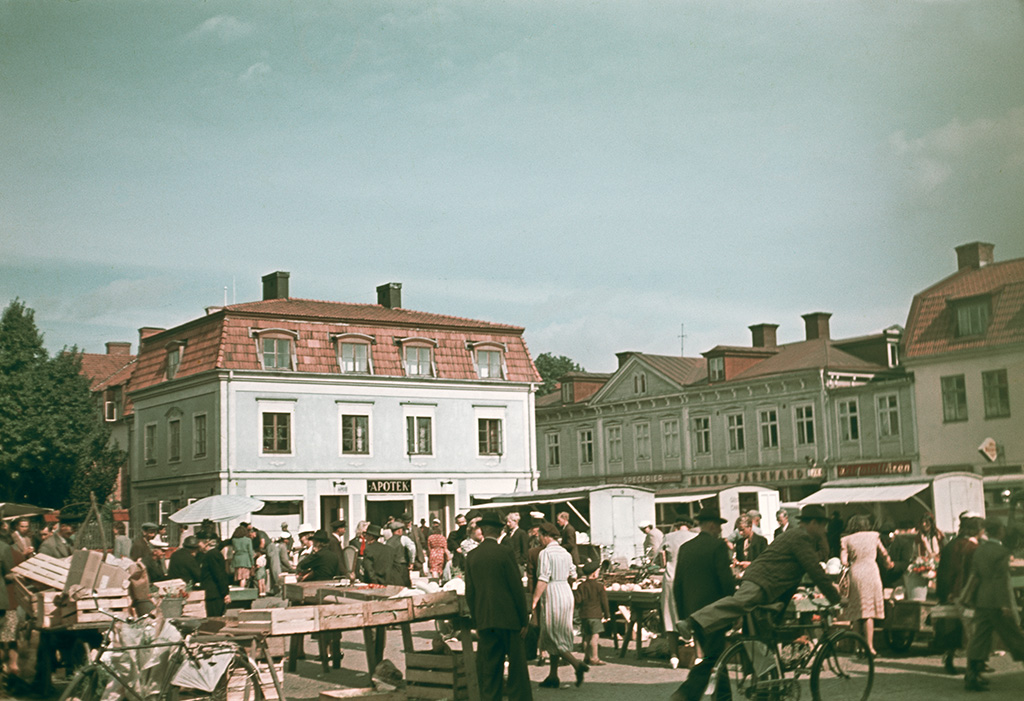
Salutorget i Nybro, 1945
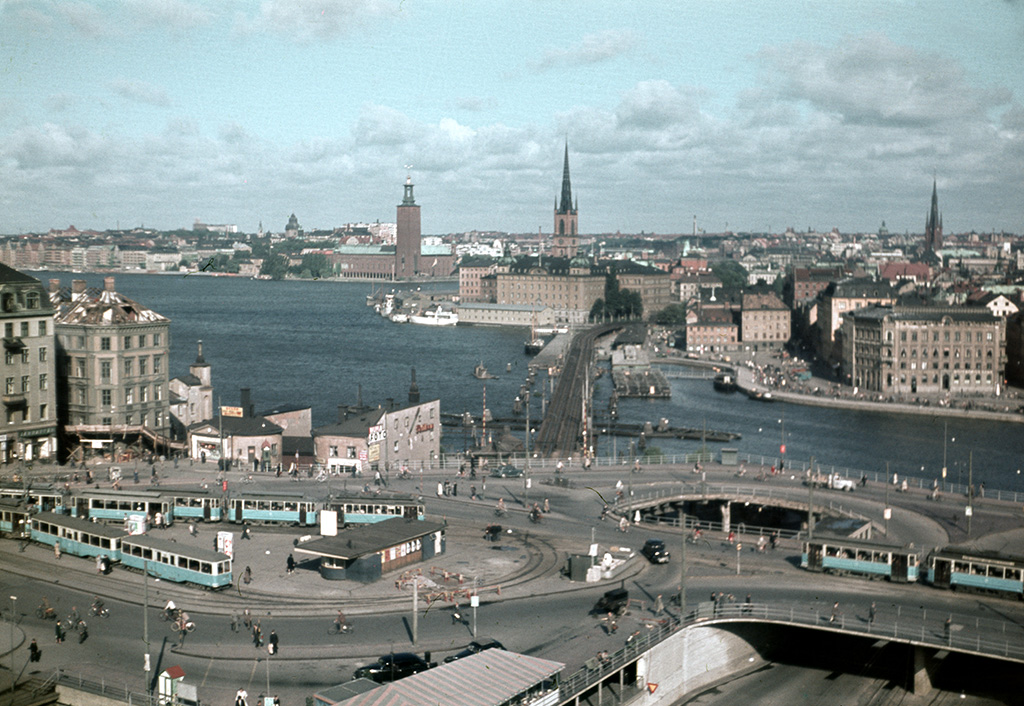
Slussen, Stockholm, 1945

## Bildgalleri: bilder från Norge

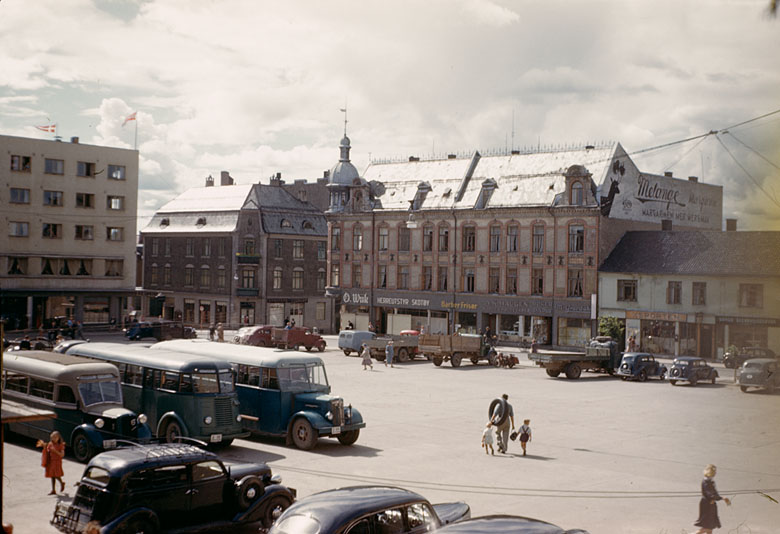
Stortorget i Hamar, 1948
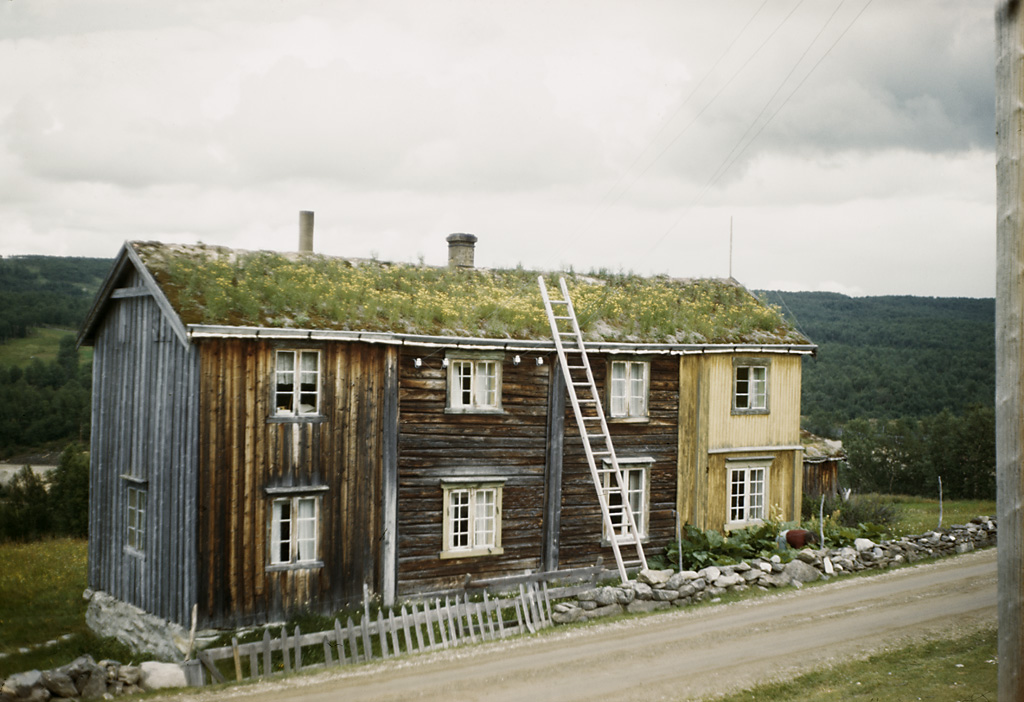
Gauldalen, Sør-Trøndelag, 1948
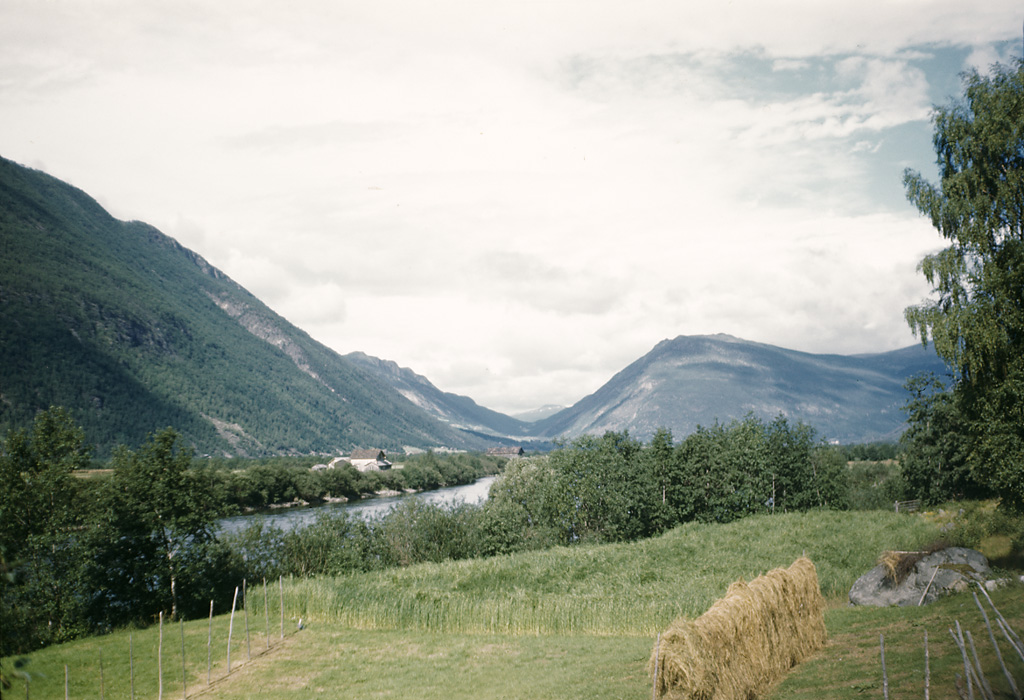
Gudbrandsdalen, 1948
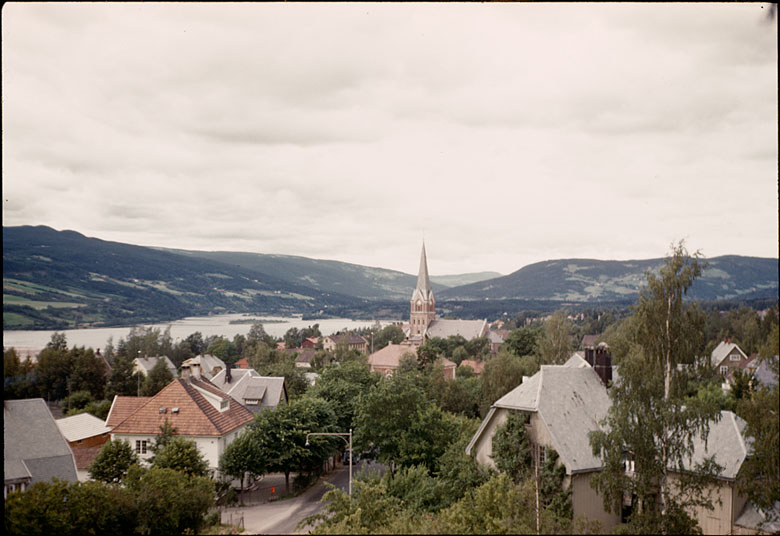
Lillehammer, 1948
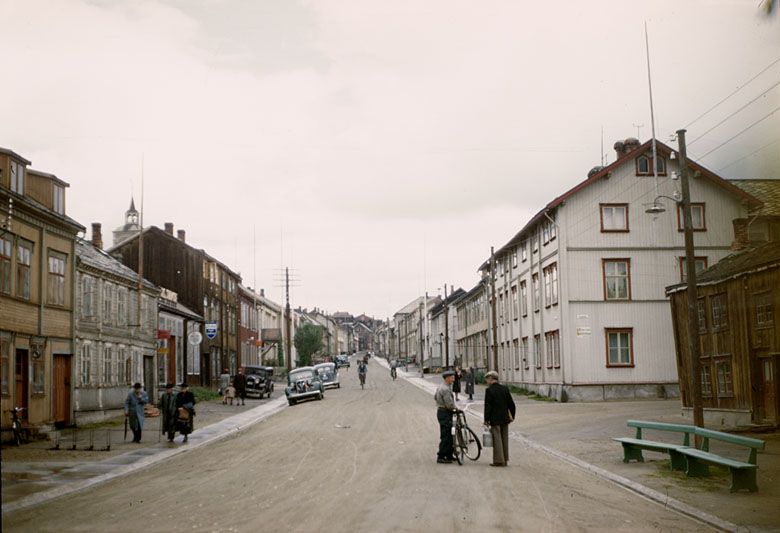
Bergmannsgaten i Røros, 1947